# Anselmo Blaser
Anselmo Blaser San Martín (Siresa, Huesca, 1807-Granada, 1872) fue un militar y político español.  

## Biografía
Nació en la localidad oscense de Siresa el 21 de abril de 1807. Hijo de padres suizos, se distinguió en la primera Guerra carlista por lo que recibió el título de primer marqués de Ciga. En 1850 se le confió la Capitanía General de Navarra. Senador vitalicio desde 1853 y desde septiembre de ese año y julio de siguiente ministro de la Guerra, teniendo que hacer frente a la revolución de 1854 liderada por Leopoldo O'Donnell. El 16 de septiembre de 1868 sería nombrado director general de la Guardia Civil, cargo que solo llegó a desempeñar durante unos días a causa del inmediato triunfo de la revolución que puso fin al reinado de Isabel II. Se exilió el año de su cese y regresó dos años después. No juró al nuevo rey Amadeo I en 1871 por lo que fue procesado. Falleció poco después, en Granada, el 26 de marzo de 1872.